# True Believer
True Believer (bra: Justiça Corrupta; prt: Veredicto Final) é um filme estadunidense de 1989, do gênero drama policial, realizado por Joseph Ruben, com argumento de Wesley Strick e estrelado por James Woods, Robert Downey Jr., Yuji Okumoto, Margaret Colin e Kurtwood Smith.
O roteiro de Strick foi indicado ao Prêmio Edgar de 1990 de melhor filme de mistério. O crítico de cinema Roger Ebert elogiou a performance de Woods por ser "hipnoticamente assistível".
Na época do lançamento de True Believer, K. W. Lee disse ao Charleston Gazette que gostou do filme "como ficção... mas não era uma história real. Eles esvaziaram completamente a luta dos asiáticos".
True Believer inspirou uma série de televisão spin-off, Eddie Dodd, com Treat Williams no papel-título.

## Sinopse
Advogado cínico que atuava com liberdades civis passa a defender narcotraficantes, mas cogita mudar de ideia ao ter nas mãos o assassinato de uma criança.

## Elenco
- James Woods (Edward 'Eddie' Dodd)
- Robert Downey Jr. (Roger Baron)
- Margaret Colin (Kitty Greer)
- Yuji Okumoto  (Shu Kai Kim)
- Kurtwood Smith (Robert Reynard)
- Tom Bower (Cecil Skell)
- Miguel Fernandes (Arturo 'Art' Esparza)
- Charles Hallahan (Vincent Dennehy)
- Sully Diaz (Maraquilla Esparza)
- Misan Kim (Senhora Kim)
- John Snyder (Chuckie Loeder)
- Luis Guzmán (Ortega)
- Graham Beckel (Vinny Sklaroff)
- Tony Haney (David Montell)
- Joel Polis (Dean Rabin)
- Will Marchetti (Juiz Quealy)
- Maureen McVerry (Billy)
- Abigail Van Alyn (Connie Dennehy)